# Борисюк Володимир Васильович
Володимир Васильович Борисюк (24 травня 1969, м. Червоноград, Львівська область, УРСР — 19 січня 2023) — український театральний режисер, автор музичного оформлення, сценограф, театральний педагог.

## Життєпис
«Я дуже люблю Борисюка як режисера. Володя — дуже своєрідна людина. У нього досить незвичайне режисерське бачення: він кидає тобі якусь ідею і ти розумієш, що це дуже цікаво і близько тобі по духу. Якщо відчував, що ідея зовсім не підходить мені — я міг сказати йому відверто про це і ми знаходили інше вирішення. В нього дивовижна уява та фантазія».
«…його виставу «Випадкове танго» ми з Толею Ященком граємо вже понад 12 років. <…> Із цим режисером мені завжди працюється легко й невимушено, сумувати ніколи не доводилося. Він чітко й зрозуміло дає поради щодо створення образу, розуміє людські мотивації. Для мене Володя Борисюк — режисер-свято».
Народився 24 травня 1969 року у місті Червоноград Львівської області.
Творчу кар'єру розпочав у Червонограді, керував Зразковим театром-студією «Фантазія». Режисерські роботи реалізував на сценах київських театрів (Київська академічна майстерня театрального мистецтва «Сузір'я», Молодий театр, Київський драматичний театр «Браво») та у Львові (Національний академічний український драматичний театр імені Марії Заньковецької, Перший український театр для дітей та юнацтва, «Воскресіння», «І люди, і ляльки», Львівський академічний театр імені Леся Курбаса). Постановницею пластики низки постановок Борисюка виступала українська хореографка, головна балетмейстерка Національного академічного драматичного театру ім. Івана Франка Ольга Семьошкіна («Дивний світ театру», «Таїна буття» та «Випадкове танго» у Київському театрі «Сузір'я», «Втеча з реальності» та «Empty Trash» у Львівському Першому театрі, «Глядачам дивитися заборонено» в Київському театрі «Тисячоліття», «Саломея» в Київському молодому театрі тощо).
Серед тем вистав присутня частина біографій визначних історичних постатей: Сара Бернар у виставі «Сміх лангусти», «Жозефіна і Наполеон», «Едіт Піаф», Іван Франко у виставі «Таїна буття» тощо. У виставу «Мені затісно в імені своєму…» за п'єсою Тетяни Іващенко, яка розповідає про непросту історію кохання Айсидори Дункан та Сергія Єсеніна, запросив Євгена Нищука, помітивши в того очі, вельми схожі на Єсенінські.
Долучався до реалізації окремих проєктів. 2015 року виступив постановником української версії міжнародного проєкту «Seven», який було створено на основі документальної п'єси, складеної з інтерв'ю семи активісток, що борються за права жінок по всьому світу: Фаріда Азізі (Афганістан), Інес Маккормак (Північна Ірландія), Марина Пісклакова-Паркер (Росія), Анабелла Де Леон (Гватемала), Мухтар Май (Пакистан), Му Сокуа (Камбоджа) та Хафсат Абіола (Нігерія). У львській версії взяли участь: громадський активіст, співзасновник ініціативи «КримSOS» Алім Алієм; журналіст Остап Дроздов; соліст вокальної формації «Піккардійська Терція» Ярослав Нудик; депутатка Верховної Ради України Ірина Подоляк; письменниця Наталка Сняданко; співак, музикант, композитор Павло Табаков; вокалістка гурту «Джалапіта» Соломія Чубай. 2018-го — став режисером дійства ювілейний благодійного концерту «КВІТКА», присвяченому 65-річчю з дня народження «американської співачки з українським серцем» — Квітці Цісик. Зібрані під час заходу кошти (100 тисяч гривень) було передано на придбання пересувного мамографа «КВІТКА».
Помер 19 січня 2023 року. Прощання пройшло у Церкві святого Стефана міста Червоноград.

## Режисерські роботи в театрі
Зразковий театр-студії «Фантазія» (м. Червоноград)
- 1996 — «Ніч на полонині» за драматичною поемою Олександра Олеся
- 1997 — «Орфей» за однойменною п'єсою[en] Жана Кокто
- 1997 — «Но люблю я одно: НЕвозможно» Марини Цветаєвої
- 1997 — «Місячна пісня» Олександра Олеся
- 1998 — «Сестра моя Русалонька» Людмили Разумовської за казкою «Русалонька» Ганса Крістіана Андерсена
- 1998 — «Сильне почуття» Іллі Ільфа та Євгена Петрова
- 1998 — «Антігона» за однойменною п'єсою Жана Ануя

Національний академічний український драматичний театр імені Марії Заньковецької
- 2000 — «Цей дивний світ театру» Марселя Мітуа[fr]
- 2009, 29 квітня — «Сміх лангусти» Джона Маррелла[3]

Київський драматичний театр «Браво»
- 2000 — «Сестра моя Русалонька» Людмили Разумовської за казкою «Русалонька» Ганса Крістіана Андерсена
- 2001 — «Капризи Музи… вічно все клянуть!» Марселя Мітуа, Роберта Андерсона[1][2][13]
- 2001 — «Путівник Варшавою» Гілеля Міттельпункта[1]
- 2002 — «Едіт Піаф»
- 2003 — «Весілля Фігаро» за п'єсою П'єра Бомарше
- 2004 — «Жозефіна і Наполеон» Іржі Губача[14]
- 2005 — «Марія Стюарт»
- 2005 — «Вьє Карре» («Стара площа») Теннессі Вільямса
- 2005 — «Чи любите ви Брамса?» за мотивами однойменного роману[fr] Франсуази Саган
- 2011, 3 грудня — комедія «Успіх! Скандал! Тріумф!» за п'єсою «Глядачам дивитись заборонено» Жана Марсана[fr][15][16]
- 2013 — «Одруження» за однойменною п'єсою[ru] Миколи Гоголя
- 2014 — «Собака на сіні» за однойменною п'єсою Лопе де Вега
- комедія «Моя дружина йде до італійця» Надії Птушкіної[ru][17]

Київська академічна майстерня театрального мистецтва «Сузір'я»
- 2004, 3 жовтня — «Мені затісно в імені своєму…» Тетяни Іващенко[18][19]
- 2005, 15 травня — «Випадкове танго» Віктора Аїма[20][21]
- 2006, 6 травня — трагікомедія «Сміх лангусти» Джона Маррелла[22]
- 2013, 15 березня — «Страх бажання» на основі оповідання «Бажання і чорношкірий масажист» та п'єси «Раптом минулого літа»[en] Теннессі Вільямса[23]
- 2014, 24 травня — «Таїна буття» Тетяни Іващенко
- 2017, 4 травня — «Дивний світ театру» Марселя Мітуа[2][24]

Перший український театр для дітей та юнацтва (м. Львів)
- 2013 — трилер «Втеча з реальності» Тетяни Іващенко[18][25][26][27][28][3][29]
- 2014 — «Таїна буття» Тетяни Іващенко[18][30][31]
- 2015, 24 січня — фарс «Чєрєвічкі» Василя Василька за повістю «Ніч перед Різдвом» Миколи Гоголя[32]
- 2016, 13 січня — іронічна комедія з елементами катарсису «Empty Trash (Спалюємо сміття)» за п'єсою «Empty Trash, або Спалюємо сміття» Тетяни Іващенко[18][33][34][35][36]

Різні театри
- 1999 — «Гарольд і Мод» Ж.-К. Карр'єра, Коліна Гіґґінса — Львівський академічний духовний театр «Воскресіння»[37]
- 2009 — трагікомедія «Випадкове танго» Віктора Аїма — Львівський муніципальний театр[3][38]
- 2009 — мюзикл «Курячі мрії» Нелі Шейко-Медведєвої — Театр «І люди, і ляльки» (м. Львів)[39][40][41]
- 2018 — комедія «Глядачам дивитися заборонено» Жана Марсана — Театр «Тисячоліття» (м. Київ)[15][42]
- 2018, 7 квітня — ювілейний благодійний концерт «КВІТКА» до 65-річчя з дня народження Квітки Цісик — Національний академічний театр опери та балету України імені Тараса Шевченка (м. Київ)[43][7]
- 2019, 27 лютого — іронічна містерія «Саломея» за однойменною трагедією Оскара Вайлда — Київський академічний молодий театр[44][45][46][47]
- 2019 — комедія «Нареченого викликали, дівчатка?» — Продюсерський центр «Колізей»[48][49][50]
- «Актриси»[51]

Сценічні читання
- 2013, 23 грудня — шалена комедія «Empty Trash (Спалюємо сміття)» Тетяни Іващенко — на сцені Львівського академічного театру ім. Леся Курбаса[18][52][53][54]
- 2015, 7 грудня — «Сім» на основі 7 жіночих історій (Пола Сізмар, Кетрін Філу, Гейл Крігел, Керол К. Мек, Рут Мергреф, Анна Дівір-Сміт та С’юзен Янковітц) — на сцені Львівської національної філармонії)[6][55]